# Švandovo divadlo na Smíchově
Švandovo divadlo na Smíchově je divadlo sídlící v klasicistním domě ve Štefánikově ulici čp. 6/57 na pražském Smíchově. Navazuje na dlouholetou tradici předchozích divadel sídlících v této budově a jejím okolí. Švandovo divadlo na Smíchově je scénou hlavního města Prahy a na jeho provoz přispívá také Městská část Praha 5.

## Historie

### 1871–1989
V roce 1871 otevřel Pavel Švanda ze Semčic na Smíchově v místech dnešního náměstí Kinských divadelní nekrytou arénu nazývanou Aréna v Lesíčku, nebo Aréna v Eggenberku (podle protějšího hostince). V zimě divadlo hrávalo nejdříve v sále nedalekého hostince U Libuše čp.1 na nároží Schwarzenbergovy silnice (tj. dnešní Štefánikovy ulice) a ulice Holečkovy. Později bylo v nádvoří domu U Libuše postaveno Divadlo U Libuše. Na tomto místě se divadelní tradice udržela až dodnes. Divadlo projektované pro 1000 osob bylo otevřeno v roce 1881 Smetanovou Hubičkou. V roce 1886 byla aréna zbourána, v roce 1891 byla na nedalekém nábřeží postavena nová Aréna na Smíchově, divadlo tak hrálo v létě v aréně a v zimě v divadelní budově, ve dnech velkého zájmu pak na obou scénách současně.
V roce 1900 bylo divadlo zásadně přestavěno, pozice jeviště a hlediště se vyměnily, a tato dispozice se dochovala dodnes. V roce 1908 pak bylo přejmenováno na Intimní divadlo. V roce 1928 v době počínající hospodářské krize byl soubor rozpuštěn a v budově se vystřídalo několik divadelních nájemníků. V letech 1928–1930 zde působilo Divadlo Vlasty Buriana, v letech 1931–1932 pak Divadlo komiků (Ferenc Futurista a Jára Kohout). Od roku 1932 divadlo působí opět jako Švandovo divadlo, v letech 1935–1938 bylo v nájmu Járy Kohouta a v letech 1939–1944 pak Jaroslava Fošena. V roce 1944 bylo divadlo definitivně zavřeno, o rok dříve byla zbourána i Aréna na Smíchově.
Po válce bylo divadelní podnikání zakázáno a v září 1945 zde vzniklo Realistické divadlo, od roku 1953 přejmenované na Realistické divadlo Zdeňka Nejedlého. Roku 1957 vyhrál architektonickou soutěž na rekonstrukci budovy architekt Jiří Gočár. V této na svou dobu poměrně moderní úpravě interiérů a v jejich konstruktivistickém nebarevném řešení hrálo divadlo až do roku 1991. Období let 1945–1991 podrobně mapuje publikace Jaromíra Kazdy Realistické divadlo 1945–1991. V létech 1946–1950 zde působila herečka Alexandra Myšková, která v roce 2023 oslavila 101. narozeniny.

### 1989–současnost
Realistické divadlo sehrálo zcela zásadní roli ve druhé polovině roku 1989. Na úvod divadelní sezóny uvedlo projekt pod názvem Res publica I aneb Jak jsme nezažili 20. léta, kterým připomnělo díla zakázané literatury nebo úmyslně zapomínané autory a osobnosti. 27. října mělo premiéru pokračování projektu Res publica II aneb Tak jsme to zažili, pojednávající podobným způsobem šedesátá léta. Toto pokračování bylo ještě odvážnější ve výběru národu zamlčovaných autorů i ve formě. Kolem hlediště byly zavěšeny pruhy balicího papíru, kam diváci psali své vzkazy režimu. Po násilném potlačení protestu studentů na Národní třídě 17. listopadu 1989 se večer 18. listopadu v Realistickém divadle sešli pražští i mimopražští divadelníci za přítomnosti Václava Havla a vydali prohlášení, kterým se přidali k týdenní protestní stávce studentů. Zároveň vyzvali všechny občany ke generální dvouhodinové stávce 27. listopadu. Pozdě večer následujícího dne, v neděli 19. listopadu, se na divadelní kopírce rozmnožovalo Provolání k akademické obci a československé veřejnosti, které odpoledne za redakce Josefa Vavrouška sestavili lékaři a vědci v počítačové laboratoři FVL UK.
V roce 1991 bylo přejmenováno na Divadlo Labyrint. V roce 1998 kvůli sporům o restituci budovy divadla i počínající dlouhodobé rekonstrukci opět celý soubor zanikl a divadlo bylo dlouhodobě uzavřeno. Znovu bylo otevřeno v roce 2002 jako Švandovo divadlo na Smíchově.
V současné době je Švandovo divadlo na Smíchově příspěvkovou organizací hlavního města Prahy. Ředitelem divadla je (od jeho znovuotevření v roce 2002) Daniel Hrbek. Divadlo disponuje dvěma hracími prostory, a to Velkým sálem s kapacitou 300 míst a komornějším Studiem pro 50 až 100 diváků. Na obou scénách se hraje činohra – repertoár Švandova divadla tvoří inscenace stálého činoherního souboru, převážně jde o díla současných autorů, ovšem je možné zde zhlédnout i jiné hostující divadelní soubory, a to nejen pražské. Svým příznivcům nabízí divadlo možnost setkávat se s výjimečnými osobnostmi českého, evropského i světového umění v rámci cyklu talkshow Scénické rozhovory a při pravidelných produkcích koncertů nadžánrové, klasické hudby i world-music. Mezi významné aktivity divadla patří také programy pro děti a mládež. Neméně důležitá je snaha intenzivněji rozvíjet mezinárodní spolupráci a vytvářet projekty se zahraničními partnerskými divadly a jejich osobnostmi. Dále má divadlo k dispozici vybavenou zkušebnu s příslušenstvím a profesionální nahrávací studio. Švandovo divadlo také nabízí širokou škálu workshopů a dílen pro všechny věkové kategorie, jednotlivce i skupiny.
Divadlo má bezbariérový přístup, je klimatizováno a prostor Velkého sálu je vybaven indukční smyčkou pro nedoslýchavé, která je dostupná trvale. Švandovo divadlo na Smíchově je prvním divadlem v Praze, které pravidelně nabízí jedno představení v měsíci s českými titulky a umožňuje tak širší nabídku kulturního vyžití pro neslyšící a nedoslýchavé diváky. Všechna představení ve Velkém sále jsou dostupná také anglicky mluvícímu publiku, jelikož jsou opatřena anglickými titulky.

## Citát
| „               | Realistické mělo zvuk již od roku 1945. Vznikla tam řada opravdu dobrých představení, ale samozřejmě že dramaturgie a výsledky některých inscenací byly poplatné době a politické situaci, která patřila k padesátým letům. Zásluhou Palouše došlo k oživení souboru angažováním nových herců. Pilíři divadla byli herci jako Karel Máj, František Horák, Jarmila Májová, Vlasta Jelínková. Patřili k zakladatelům Realistického divadla a někdy sváděli nerovné zápasy s nadřízenými orgány. Později vzal Palouš do angažmá celý ročník s režisérem Laurinem – Miloše Hlavicu, Jirku Novotného, Ivanku Devátou a další. Nepřehlédnutelnou posilou byl příchod Jirky Adamíry, Marty Vančurové, Jana Hartla, Ládi Potměšila. | “ |
| — Josef Vinklář | |   |

## Jméno zastávek
K 13. září 2003 či k 29. listopadu 2003 byly tramvajové a autobusové zastávky na náměstí Kinských přejmenovány z dosavadního názvu Kinského zahrada na Švandovo divadlo. Výbor kultury, ochrany památek a cestovního ruchu Zastupitelstva hlavního města Prahy 19. března 2004 na svém 14. zasedání schválil usnesení, že se změnou nesouhlasí a žádá ředitele MHMP o vysvětlení legislativního postupu při přejmenování tramvajové zastávky Kinského zahrada na Švandovo divadlo, a na svém 15. zasedání 9. dubna 2004 konstatoval, že toto vysvětlení neobdržel. Na svém 34. zasedání dne 9. ledna 2006 výbor rekapituloval, že sice obdržel dne 27. dubna 2004 vysvětlující dopis ředitele MHMP, doposud však nedošlo ke změně názvu zastávky (na původní) a výbor diskutoval o činnosti a složení místopisné komise Rady HMP a schválil požadavek, aby byl odborem dopravy MHMP o změnách názvů zastávek MHD včas informován. Na některých internetových diskusích bylo přejmenování dáváno do souvislosti například se spory Františka Oldřicha Kinského s českým státem o majetek či se znovuotevřením divadla po rekonstrukci.